# Internationaler Württembergische Damen-Tennis-Meisterschaften um den Stuttgarter Stadtpokal 2005
L'Internationaler Württembergische Damen-Tennis-Meisterschaften um den Stuttgarter Stadtpokal 2005 è stato un torneo di tennis facente parte della categoria ITF Women's Circuit nell'ambito dell'ITF Women's Circuit 2005. Il montepremi del torneo era di $10.000 ed esso si è svolto nella settimana tra il 10 gennaio e il 16 gennaio 2005 su campi in cemento. Il torneo si è giocato nella città di Stoccarda in Germania.

## Vincitori

### Singolare
Mervana Jugić-Salkić ha sconfitto in finale  Sabine Klaschka con il punteggio di 6–2, 6–2.

### Doppio
Mervana Jugić-Salkić /  Darija Jurak hanno sconfitto in finale  Danielle Harmsen /  Eva Pera con il punteggio di 6–3, 7–5.